# 田仲康博
田仲 康博（たなか やすひろ、1954年 - ）は、沖縄県出身の社会学者。研究テーマは写真論、 風景論、 メディアと身体 、戦後沖縄史、現代社会論、近代化理論、ポストコロニアル研究など多岐にわたる。沖縄国際大学（非常勤講師）、琉球大学（非常勤講師）、国際基督教大学（教授）で教鞭をとり、現在は沖縄大学非常勤講師、同大学の地域研究所研究員、法政大学沖縄文化研究所国内研究員。

## 概要
1954年、アメリカ合衆国による占領統治下の沖縄具志川村（現在は沖縄県うるま市）に生まれる。1976年琉球大学法文学部法政学科卒業。のちにアメリカへ留学し、1980年ワイオミング大学の社会学部を卒業（B.S.）。1995年ウィスコンシン大学マディソン校にて社会学部博士課程を修了し、最終学位は社会学博士（Ph. D.）。

## 来歴
田仲は〈風景〉〈記憶〉〈まなざし〉などを切り口に戦後沖縄史を読み解く先駆者である。アメリカ留学より帰国後は、1997年から沖縄国際大学および琉球大学で講師を務めた。2005年から国際基督教大学教養学部アーツ・サイエンス学科にて教鞭を取り、在職中はメディア・コミュニケーション・文化デパートメント長などを務めた。展開される創造的な板書捌きと、それを裏付ける豊かな知識で学生たちを魅了し、毎年10〜25名の学生たちの卒業論文に加えて修士論文や博士論文の指導をした。

## 著書
- 『風景の裂け目−沖縄、占領の今』（せりか書房、2010年）[2]
- 『占領者のまなざしー沖縄/日本/米国の戦後』（編著・せりか書房、2013年）[3]

### 共編著
- （岩渕功一・多田治・田仲康博編）『沖縄に立ちすくむ：　大学を越えて深化する知』（せりか書房、2004年）
- （池田理知子・田仲康博編）『時代を聞く−沖縄・水俣・四日市・新潟・福島』（せりか書房、2012年）[4]

共著
- （伊藤守編）『メディア文化の権力作用』（せりか書房、2002年）
- （岩渕功一編） 『越える文化、交錯する境界』（山川出版社、2004年）
- （黒澤亜里子編） 『沖国大がアメリカに占領された日』（青土社、2005年）
- （佐藤健二・吉見俊哉編） 『文化の社会学』（有斐閣、2007年）
- （岩渕功一編） 『越える文化、交錯する境界』 （山川出版社、2007年）
- （阿部潔・成実弘至編）『空間管理社会』（新曜社、2008年）
- （鳥山淳編 ）『沖縄・問いを立てる－５　イモとハダシ』（社会評論社、2009年）
- （伊藤守編）『よくわかるメディア・スタディーズ』（ミネルヴァ書房、2009年）
- （池田理知子編）『よくわかる異文化コミュニケーション』（ミネルヴァ書房、2010年）
- （池田理知子編）『メディア・リテラシーの現在ー公害／環境問題から読み解く』（ナカニシヤ出版、2013年）
- （池田理知子・五十嵐紀子編）『よくわかるヘルスコミュニケーション』（ミネルヴァ書房、2016年）
- （高澤紀惠・山崎鯛介編）『建築家ヴォーリズの「夢」−戦後民主主義・大学・キャンパス』（勉誠出版、2018年）[5]
- （仲宗根勇・仲里効編）『琉球共和国憲法の喚起力』（未来社、2022年）

訳書
- （舩橋晴俊・宮原浩二郎・田仲康博訳）G・コンラッド／I・セレニィ著『知識人と権力ー社会主義における新たな階級の台頭』（新曜社、1986年）

　　G. Konrad / I. Seleny, Intellectuals on the Road to Class Power: A Sociological Study of the Role of the Intelligentsia in Socialism,
　　Harcourt Brace Jovanovich, Inc., 1979
- ラジモハン・ガンディ『多数派と少数派、民主主義の意味』(沖縄国際大学、1998年）Rajmohan Gandhi, Majorities and Minorities, the Meaning of

　　Democracy, the Open Lecture Series at the Okinawa International University, June 21, 1997.